# Щуріков Микола Олександрович
Мико́ла Олекса́ндрович Щу́ріков (нар. 7 листопада 1970 в Києві) — економіст, юрист, громадський діяч. Перший заступник директора Публічного акціонерного товариства «Одеський припортовий завод».

## Освіта
У 1992 році закінчив Київський державний інститут фізичної культури за спеціальністю «Фізична культура і спорт».
У 2007 році закінчив Південну академію підвищення кваліфікації кадрів Міністерства промислової політики за фахом «Економіка підприємства».
У 2010-му після закінчення Одеської юридичної академії отримав диплом спеціаліста державної служби.
У 2012-му закінчив Одеський національний морський університет за спеціальністю «Організація перевезень та управління на транспорті».
У 2015 році отримав диплом правознавця після закінчення Національного університету «Одеська юридична академія».

## Кар'єра
З 1987 до 1991 рр. працював інструктором ЛФК у санаторії «Труд».
У 1991 році працював менеджером у виробничому центрі «Сатурн».
З 1992 до 1996 рр. працював директором ТОВ «Інкос».
З 1996 до 2001 рр. працював директором ТОВ «ФК».
З 2001 до 2005 рр. працював замісником директора ТОВ «Ельторіто».
З 2005 року і до сьогодні Микола Щуріков працює на підприємствах державного сектору економіки.
З 2005 до 2007 рр. і з 2008 до 2013 рр. працював першим заступником директора державного підприємства «Дельта-лоцман».
У період його роботи на ДП «Дельта-лоцман» було реалізовано проект з будівництва Глибоководного суднового ходу «Дунай — Чорне море», який дав Україні незалежний вхід у р. Дунай.
З 2007 до 2008 року — перший заступник начальника державного підприємства «Дніпро-Бузький морський торговельний порт».
У 2013 році Щурікова призначили начальником служби організації закупівель та здійснення договірної роботи державного підприємства «Адміністрація морських портів України», очолював тендерний комітет.
З 2015 року — перший заступник ПАТ «Одеський припортовий завод». До його повноважень належить уся операційна діяльність заводу, зокрема закупівлі природного газу та збут продукції — аміаку та карбаміду.

## Робота на Одеському припортовому заводі
У 2015 році Верховна Рада України не дала згоду на приватизацію ОПЗ. Тоді Микола Щуріков оцінив вартість підприємства у майже 1 мільярд доларів, а також закликав державу продати його.

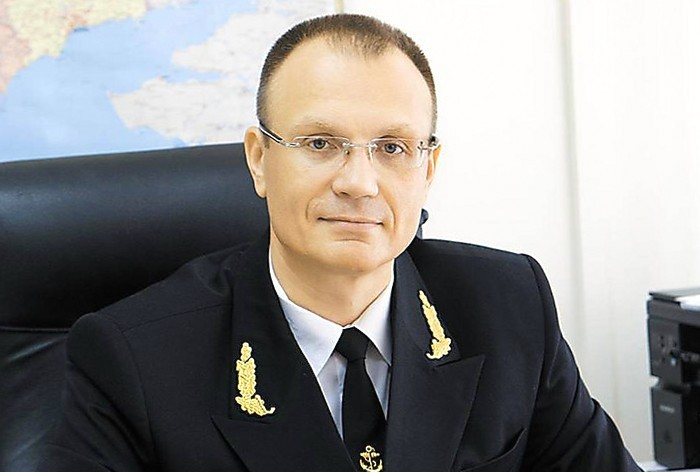
Перший заступник директора ПАТ «Одеський припортовий завод» Микола Щуріков

Восени 2015 року разгорівся публічний конфлікт Миколи Щурікова та голови Одеської обладміністрації Міхеіла Саакашвілі. Губернатор заявив, що в контрактах на закупівлю газу Одеським припортовим заводом задіяно корупційні схеми на $90 мільйонів. У причетності до цих схем він звинуватив першого заступника директора заводу Миколу Щурікова, який відповідає за цей напрямок. У прокуратурі заявили, що здійснюють кримінальне провадження за фактом розкрадання коштів.
Микола Щуріков назвав це спробою дестабілізації роботи підприємства і звинуватив губернатора в тому, що той вливає в інформаційний простір недостовірну інформацію. А пізніше подав до суду позови про захист ділової репутації, шкоди якій було завдано заявами Саакашвілі.
У листопаді 2015 року в ОПЗ пройшли обшуки. Саакашвілі та колишній прокурор Давід Сакварелідзе зробили низку гучних заяв щодо створенні корупційних схем. Після чого інвестиційна привабливість ОПЗ знизилась: якщо на початку 2016 року завод оцінювали в 1 мільярд доларів, то згодом ціна знизилася до 520 мільйонів доларів.
14 липня 2016 року Щурікова затримала Спеціалізована антикорупційна прокуратура, а через 72 години його відпустили. Йому висунули підозру в розтраті майна ОПЗ і в підписанні договорів про закупівлю природного газу за завищеними цінами. Адвокат Щурікова заявив, що терміни слідства затягують спеціально, адже немає доказів. Щуріков стверджує, що скандал було спровоковано, щоб зірвати приватизацію ОПЗ, що перевірка Державної фінансової інспекції не знайшла зловживань і неправильності в діях керівництва підприємства та що він готовий довести необґрунтованість підозр. Юрист Артем Нікіфоров заявив, що у справі ОПЗ НАБУ привласнює собі функції Фонду держмайна, Кабміну і Прем'єр-міністра. На суді Щуріков заявив, що за справою проти керівництва ОПЗ стоїть Саакашвілі, який намагається заробити на заводі, та його найближче оточення — екс-прокурор Одеської області, заступник Генпрокурора Давід Сакварелідзе і перший заступник директора НАБУ Гізо Углава.
У 2016 році аудит спростував звинувачення САП і НАБУ щодо Щурікова. У жовтні 2016 року НАБУ і САП завершили досудове розслідування в справі і направили її до суду. У червні 2019 року прес-служба САП повідомила, що Шевченківський районний суд Києва продовжує вивчати докази у справі щодо звинувачення перших заступників голів правління НАК «Нафтогаз України» і ПАТ «Одеський припортовий завод» Сергія Переломи та Миколи Щурікова в розтраті понад 200 млн гривень. У кінці липня 2019 року в САП повідомили, що в рамках судового процесу заплановано опитування свідків.
12 серпня 2019 року Щуріков повідомив ЗМІ, що колектив Одеського припортового заводу перебуває у передстрайковому стані через можливу зміну керівника підприємства.

## Громадська діяльність
Громадська діяльність Миколи Щурікова пов'язана з його професійною діяльністю.
З 2014 року його обрано головою первинної профспілкової організації держпідприємства «Адміністрація морських портів України». Остання входить в число співзасновників об'єднання профспілок «Адміністрації морських портів України», яким керує Щуріков. Профспілка захищає інтереси працівників ДП «Адміністрація морських портів України» та забезпечує повну юридичну підтримку в спорах з роботодавцем.
З весни 2015 року до 27 лютого 2018 року — президент громадської спілки «Правозахисна організація сприяння справедливому правосуддю». Основною метою громадської спілки була реалізація програми «Центр сприяння справедливому правосуддю».
Є керівником відкритого недержавного пенсійного фонду «Гідне життя».

## Нагороди
- Знак «Почесний працівник морського та річкового транспорту» (2006 рік)[2].
- Заслужений економіст України.
- Знак «Почесний працівник транспорту України» (2009 рік).